# Teruelius grandidieri
Espèce
Synonymes
- Grosphus grandidieri Kraepelin, 1900

Teruelius grandidieri est une espèce de scorpions de la famille des Buthidae.

## Distribution
Cette espèce est endémique du Sud de Madagascar,.

## Description
Grosphus grandidieri mesure de 85 à 90 mm.

## Systématique et taxinomie
Cette espèce a été décrite sous le protonyme Grosphus grandidieri par Kraepelin en 1900. Elle est placée dans le genre Teruelius par Lowe et Kovařík en 2019, dans le genre Grosphus par Lourenço, Rossi, Wilmé, Raherilalao, Soarimalala et Waeber en 2020 puis dans le genre Teruelius par Lowe et Kovařík en 2022.

## Étymologie
Cette espèce est nommée en l'honneur de Guillaume Grandidier.

## Publication originale
- Kraepelin, 1900 : « Über einige neue Gliederspinnen. » Abhandlungen aus dem Gebiete der Naturwissenschaften Herausgegeben vom naturwissenschaftlichen Verein in Hamburg, vol. 16, no 4, p. 1-17.